# 六方学園
六方学園（ろっぽうがくえん、英: Social Welfare Foundation ROPPOU GAKUEN）は、広島県東広島市西条町に本部を置く社会福祉法人で、福祉型障害児入所施設「六方学園」、障害者支援施設「六方学園学園成人部」等を設置・運営する。

## 略史
1931年（昭和6年）9月5日、広島市三滝町に知的障害児を教育する広島教育治療学園（現：六方学園）が創立された。1939年（昭和14年）6月9日、広島市矢賀町に移転し「六方学園」と名称変更した。
1945年（昭和20年）8月6日の原爆投下により園舎が破損し、園児・職員に死傷者が出た。園舎は救護所となった。
1949年（昭和24年）1月23日、広島市高須町に移転した。
1951年（昭和26年）10月27日、広島市高須町時代に昭和天皇・香淳皇后が行幸啓。同時期に原爆傷害調査委員会の視察に訪れていた三笠宮崇仁親王が玄関先で迎えた。天皇は、工作教室で火傷を負った女児の姿を認めて深い同情を示した。
1957年（昭和32年）原爆投下から12年を経て初めて広島に行った写真家土門拳は、その実態をまのあたりにし、あらためて原爆被害の深刻さに衝撃を受けた。写真集『ヒロシマ』（研光社）は、1958年（昭和33年）に刊行され、日本はもとより、広く海外でも反響を呼んだ。報道写真家としての使命感に強く駆られ、広島に通い詰めた土門は、原爆病院の患者たちをはじめ、六方学園の被爆したこどもたちの悲惨な日々、「魔の爪跡」を約7,800コマのフィルムに記録している。
1966年（昭和41年）7月1日、社会福祉法人六方学園は東広島市西条町田口に移転した。

## 事業所
- 法人本部（広島県東広島市）
- 福祉型障害児入所施設 六方学園
- 障害者支援施設 六方学園成人部
- 六方学園相談支援事業
- 共同生活援助事業 ボン東高須

## アクセス
JR山陽本線西条駅より広島大学行きバス乗車15分ががら口下車徒歩10分。